# Maik Bullmann
Maik Bullmann (Frankfurt (Oder), NDK, 1967. április 25. –) német olimpiai bajnok birkózó, a német kötöttfogású birkózó-válogatott kapitánya.
Maik Bullmann az NDK-ban született és Odera-Frankfurtban nőtt fel. Tehetségét már korán felismerték, így került a frankfurti ASK sportklub csapatába. Géplakatosnak tanult, ezzel egy időben birkózóedzéseken vett részt. Már 1986-ban jó eredményeket ért el az ifjúsági EB-n, majd az azt követő világbajnokságon is. A szöuli olimpián az NDK csapatában vett részt, de nem tudott jó eredményt elérni. 1989 májusában már félnehézsúlyban Európa-bajnoki ezüstérmet szerzett az oului versenyen.
1989 nyarán, míg az NDK-ban a rendszerellenes tüntetések zajlottak, addig Bullmann Svájcban világbajnoki aranyérmet szerzett. 1990-ben egy súlycsoporttal feljebb indult az EB-n, így csak ezüstérmet szerzett, de a világbajnoki címét 1990-ben és 1991-ben is megvédte. 1992 a legsikeresebb éve volt a birkózónak. Áprilisban visszaszerezte Európa-bajnoki aranyérmét, majd augusztusban olimpiai bajnok lett félnehézsúlyban. 1994-től formája folyamatosan hanyatlott. Ebben az évben az Eb-n ezüstérmes, míg az 1996-os olimpián bronzérmet szerzett. 2000-ig vett részt világversenyeken, a sydneyi olimpiára már nem tudta kvalifikálni magát.
2001-ben sportpályafutását befejezvén jelentkezett a Német Birkózó Szövetség edzőképző tanfolyamára. Jelenleg a német birkózó-válogatott edzője, aki a kötöttfogású szakágért felelős.

## Fordítás
- Ez a szócikk részben vagy egészben a Maik Bullmann című német Wikipédia-szócikk ezen változatának fordításán alapul.  Az eredeti cikk szerkesztőit annak laptörténete sorolja fel. Ez a jelzés csupán a megfogalmazás eredetét és a szerzői jogokat jelzi, nem szolgál a cikkben szereplő információk forrásmegjelöléseként.

1. ↑  Olympedia (angol nyelven), 2006